# Parvoscincus leucospilos
Parvoscincus leucospilos là một loài thằn lằn trong họ Scincidae. Loài này được Peters mô tả khoa học đầu tiên năm 1872.